# ネオチンピラ 鉄砲玉ぴゅ〜
『ネオチンピラ 鉄砲玉ぴゅ～』（ネオチンピラ てっぽうだまぴゅ～）は、1990年に東映Vシネマとして発売されたオリジナルビデオである。哀川翔主演、高橋伴明監督。製作：東映ビデオ・東北新社。87分。安部譲二の連作小説『泣きぼくろ』の映像化。翌年、続編の『ネオチンピラ 続・鉄砲玉ぴゅ〜』も発売されている。
2004年に主演100本を果たした「Vシネの帝王」哀川翔の記念すべき主演第一作目で、哀川の原点とも、「新しいタイプのスターであり、"アニキ"・哀川翔を誕生させた」とも称される。タイトルの一部に使用された「ぴゅ～」という言葉はヤクザ業界でトンズラするという意味。
本作の成功は、OV市場拡大の起爆剤になった。

## あらすじ
中卒で少年院帰りの下っ端やくざ・水田順公（哀川翔）は、暴力団二階堂組で代貸・吉川のボディガード兼運転手として働いていた。ある時、風間組ともめていた幹部の金田が殺され、順公は組を代表して二人の兄貴分・菊池、川村と共に、風間を狙う鉄砲玉に指命されてしまう。しかし順公以外の2人は恐怖のあまり遁走。順公1人で向かうことになった。

## キャスト
- 水田順公：哀川翔
- 夢子：青山知可子
- 水田順一：宍戸錠
- 手相を見る女：高橋惠子
- 吉川：峰岸徹
- 菊池：安岡力也
- 川村：山田辰夫
- 風間：高岡健二[6]

## スタッフ
- 監督：高橋伴明
- 脚本：西岡琢也
- 原作：安部譲二 『泣きぼくろ』
- 企画：吉田達・深町秀
- プロデューサー：渡辺敦・神野智・高橋文雄・岡田真
- 撮影：三好和宏
- 主題歌：哀川翔「どしゃぶりの胸」（プラッツ・レコード）
- 照明：三好和宏
- 美術：及川一
- 録音：福田伸[1]

## 製作
1989年3月10日発売の世良公則主演・大川俊道脚本監督による『クライムハンター 怒りの銃弾』の成功により、レーベルを「東映Vシネマ」と名付けて、次々と劇場公開のないオリジナルビデオ作品の製作を決定した東映ビデオは、1988年10月7日から11月25日までTBSで長渕剛主演で放送されたテレビドラマ『とんぼ』での哀川翔の好演を見て、新しいスターを生み出そうと、哀川に白羽の矢を立て、哀川の主演作品の製作を決め、東映ビデオでの売り出しを決めた。東映とは無関係の高橋伴明監督に主役を決める権限はない。当時の日本映画は低迷期で、東映Vシネマの成功を見て、多くの映画人がオリジナルビデオに活路を見出した。
元々、東映Vシネマの第一弾として製作を予定していたのは本作であったが、予定が変わり『クライムハンター 怒りの銃弾』が第一弾となった。

### 脚本
本作のプロットは「『仁義なき戦い』第一作の劇中、山守組と敵対する土居組組長を誰が殺るか、山守組幹部で揉め、誰もが言い分けを繰り返して手を挙げず、結局、痺れを切らした菅原文太が手を挙げる名シーンのオマージュ」と谷岡雅樹は指摘している。

## 作品の評価
発売から1年後の『映画芸術』で谷岡雅樹は「哀川は人気がある」と評価する一方、当時のレンタルビデオ「友&愛」高井戸店店長・友寄陽造は「青山知可子でもってると思う」と話している。
また谷岡は「80年代が、コンクリート詰め殺人と連続幼女殺害事件によって、シラケ世代の成れの果ての相貌を表わし、若者たちがフリーターとなりチンピラとなったどん詰まりの社会を哀川は軽い浮遊した肉体で活写している。行き場の無いモラトリアムのチンピラ、『職業・ヤクザ』、それは一つのフリーター像であり、引きこもり（ぴゅ〜）ですらあった。『ネオチンピラ 鉄砲玉ぴゅ〜』はそんな時代を先取りし、問題の解決の糸口を投げかけた」などと論じている。

## 影響
当初東映Vシネマは「ガン・アクション」或いは「正統派アクション路線」を目指し、何か新しいこと、これまでにないことをやろうという考えで始めた物だった。実際に『クライムハンター 怒りの銃弾』以降も、ハードなアクション物がラインアップに並んでいたが、主人公が一回も撃たない本作が、最大のヒット作となり、初期のVシネマで最も成功を収めたことにより、路線が外れ、本作がVシネマの雛型になった。以後、各社がオリジナルビデオ業界に進出し、群雄割拠状態になったが、東映ビデオの期待通り、哀川主演物は通常1万本売れれば大ヒットと言われるビデオ業界で、コンスタントに2万～3万本売れる大ヒットを続け、2004年2月までの東映Vシネマ15年（当時）の歴史に於いて、哀川の主演作品99本のうち、67本を製作し、累計約90万本を売り上げた。また哀川自身も以降アウトロー路線を歩んだ。東映の歴史に於いても大きな貢献をした哀川の記念すべき主演100作目を記念し、東映は『ゼブラーマン』を哀川主演で製作し、劇場公開した。「チンピラの悲しい性を演じさせたら右に出る者はいない」とも評される哀川を見出したのは東映である。黒澤満東映ビデオ副社長・セントラル・アーツ社長は、「Vシネマだからといって、作ることに関しては映画と苦労は同じ。当然手を抜いたことは一度もない。翔ちゃんは、真面目でひたむきに作品に関わってくれた。役者としても色んな役に挑戦してとどまることを知らない。常に前進しているところが彼の魅力です」と褒めた。